# 7 Prisioneiros
7 Prisioneiros és una pel·lícula dramàtica brasilera del 2021 dirigida per Alexandre Moratto a partir d'un guió de Moratto i Thayná Mantesso. La pel·lícula és protagonitzada per Christian Malheiros i Rodrigo Santoro i es va estrenar en la 78a Mostra Internacional de Cinema de Venècia el 6 de setembre de 2021. Es va estrenar a Netflix l'11 de novembre de 2021.

## Sinopsi
Mateus, de 18 anys, abandona el camp a la recerca d'una oportunitat de treball en un dipòsit de ferralla de São Paulo. Una vegada allí, Mateus i alguns altres nois es converteixen en víctimes d'un sistema de treball anàleg a l'esclavitud contemporània dirigida per Luca, la qual cosa obliga a Mateus a prendre la difícil decisió entre treballar per a l'home que el va esclavitzar o arriscar el seu futur i el de la seva família si no és còmplice.

## Repartiment
- Cristiano Malheiros com Mateus
- Rodrigo Santoro com Luca
- Bruno Rocha
- Vitor Julian com Ezequiel
- Lucas Oranmian com Isaque
- Cecília Homem de Mello
- Dirce Thomaz

## Producció
Durant una entrevista amb Film Independent sobre el seu premiat debut com a director Sócrates, el cineasta brasiler-estatunidenc Alexandre Moratto va anunciar que estava desenvolupant un guió original sobre l'esclavitud contemporània i el tràfic de persones al Brasil. Moratto estava llest per a tornar a formar equip amb el coguionista Thayná Mantesso en la pel·lícula. El 5 de setembre de 2020, Moratto va revelar que estava col·laborant novament amb els directors Ramin Bahrani i Fernando Meirelles, a través de la seva productora O2 Films, per produir la pel·lícula, amb distribució de Netflix. Bahrani, el mentor de l'escola de cinema de Moratto, va presentar la pel·lícula a la companyia mentre dirigia The White Tiger. Parlant de la pel·lícula, Moratto va dir:
| « | "En aquest moment sento que estic en aquest lloc realment afortunat de poder fer aquestes pel·lícules a partir d'aquests guions originals que he estat escrivint sobre temis o persones o comunitats o assumptes personals que són molt importants per a mi i que sento el Necessito expressar". | » |

El paper principal de la pel·lícula va ser escrit per Moratto específicament per Christian Malheiros, a qui va descobrir durant audicions intensives per a Sócrates, on finalment va ser escollit i va saltar a la fama brasilera. Moratto també va triar un immigrant brasiler que va treballar durant sis mesos en un taller d'explotació mentre realitzava entrevistes de recerca amb supervivents de la tràfic de persones.

## Llançament
La pel·lícula es va estrenar a la 78a Mostra Internacional de Cinema de Venècia en la secció Horizons Extra el 6 de setembre de 2021, al qual seguirà la seva estrena a Amèrica del Nord al Festival Internacional de Cinema de Toronto de 2021 en la secció Contemporary World Cinema. Després de la seva projecció en el festival, la pel·lícula està programada per a ser llançada en Netflix a nivell mundial l'11 de novembre de 2021.

## Recepció
A l'agregador de ressenyes Rotten Tomatoes, el 98% dels 40 crítics li van fer a la pel·lícula una ressenya positiva, amb una qualificació mitjana de 7.5/10.